# 陳金 (南漢)
陳金，五代十国南汉人物。
他年轻时隶属于镇南军节度使为军士。跟随刘信围攻处州。私下和五个人去盗墓。打开棺材，见到有一个老翁的尸体，如同活着一样。棺盖上有粉末，他拿回去就水喝了。后来他问当地的和尚，和尚告诉他，那个墓主是三百年前服用硫黄之人。他又去看棺材，老翁的尸体不见，只留下衣服。陳金从此无病，任清海军小将，七十岁还身强体健。